# Pattaya (film)
Pattaya is een Franse komediefilm uit 2016 van Franck Gastambide. De film ging in première op 14 januari op het festival international du film de comédie de l'Alpe d'Huez.

## Verhaal
Franky en Krimo willen uit hun saaie bestaan ontsnappen door op reis te gaan naar de Thaise badplaats Pattaya. Om de kosten van de reis te drukken schrijven ze Karim, een blinde dwerg die in hun buurt woont, in op het wereldkampioenschap thaiboksen voor dwergen dat in Pattaya wordt georganiseerd. Hun droomreis zal hierdoor al snel in een gevaarlijk avontuur veranderen.

## Rolverdeling
| Acteur            | Personage       |
| ----------------- | --------------- |
| Franck Gastambide | Franky          |
| Malik Bentalha    | Krimo           |
| Anouar Toubali    | Karim, de dwerg |
| Ramzy Bedia       | Reza            |
| Gad Elmaleh       | de Marokkaan    |
| Sabrina Ouazani   | Lilla           |